# Coliseo Iván de Bedout
El Coliseo Iván de Bedout es un escenario deportivo cubierto ubicado en Medellín, Colombia, su capacidad es de 6 000 espectadores y se utiliza principalmente para el baloncesto donde es local el club Academia de la Montaña.
Fue una de las sedes de la Copa Mundial de fútbol sala de la FIFA 2016.